# Opération de revitalisation du territoire
L'opération de revitalisation du territoire (abrégé en ORT) est une politique publique française dont l'objet est d'accroître l'activité économique dans les territoires en voie de décroissance. Elle permet aux collectivités territoriales de mettre en œuvre un projet de territoire qui redynamiser les centres-villes en déshérence. Elle s'adresse principalement aux centres-villes de villes moyennes en voie de désertification.

## Définition
L'opération de revitalisation du territoire est une politique publique mise en œuvre, notamment, par le ministère de la Cohésion des territoires en vue de permettre aux collectivités territoriales de redynamiser leur centre-ville. Sur le long-terme, ce dispositif a pour but de créer un cadre de vie plus attractif et plus propice au développement du territoire. 
L'ORT vise à redynamiser et revitaliser le centre-ville en facilitant la rénovation du tissu urbain. De manière pratique, l'ORT se traduit par une politique de modernisation du parc foncier (logements particuliers et locaux commerciaux), une lutte contre la vacance des logements et contre l'habitat indigne. Les ORT permettent de réhabiliter l'immobilier de loisir et valoriser le patrimoine bâti. Une ORT ouvre un régime juridique qui adapte le droit de préemption urbain et commercial afin de faciliter l'aménagement du territoire.
Cette politique se présente sous la forme de mise à disposition, de la part du ministère, d'outils de politique économique. Elle se matérialise par un contrat passé entre l'État et les collectivités locales.

## Mise en œuvre

### Cadre juridique
Ce dispositif a été créé par la loi portant évolution du logement, de l'aménagement et du numérique (Elan) du 23 novembre 2018 et est défini par les dispositions de l’article L.303-2 du code de la construction et de l’habitation. L'ORT permet de déroger à l'article L. 442-1 du Code de l'urbanisme. L'opération d'aménagement doit toutefois être subordonnée à une garantie du maintien de l'unité architecturale et paysagère des sites concernés (art. L. 151-7).
La loi du 21 février 2022 relative à la différenciation, la décentralisation, la déconcentration (3DS), ainsi que la loi du 22 août 2021 portant lutte contre le dérèglement climatique et renforcement de la résilience face à ses effets (loi climat et résilience) ont complété cet outil.

### Convention ORT
L'ORT se matérialise sous la forme d'un contrat passé entre l’État, l'intercommunalité, sa ville principale et ses autres communes membres volontaires. Tout acteur public ou privé susceptibles de participer ou d'apporter son soutien à des projets prévus par le contrat peut également être signataire. Cette convention dure au moins cinq ans, afin d'assurer une forme de pérennité au projet urbanistique.  
La convention définit un projet en coopération avec la collectivité. Ce projet doit disposer de volets économiques et sociaux, en même temps qu'environnementaux. La convention contient nécessairement le périmètre de l'opération, qui peut inclure plusieurs communes dans le cas où la commune fait partie d'un EPCI. 
Il est prévu que les 222 territoires qui faisaient partie du programme Action cœur de ville puissent transformer leur convention en une convention ORT, afin d'assurer la continuité des efforts et projets déjà engagés. 

### Outils
La convention ORT offre à ses signataires une palette de droits juridiques et fiscaux. Ils visent principalement à : 
- renforcer l'attractivité commerciale (dispense d'autorisation d'exploitation commerciale en centre-ville et sur les secteurs d'intervention, possibilité de suspendre un projet commerciaux en périphérie...)[9] ;
- favoriser la réhabilitation de l'habitat (aides de l'Anah, dispositif Denormandie dans l'ancien…)[9] ;
- faciliter la mise en place de projets (permis d'innover, permis d'aménager multi-site…)[9] ;
- favoriser une meilleure maîtrise du foncier (renforcement du droit de préemption urbain, renforcement du droit de préemption urbain dans les locaux artisanaux…)[9].

Les projets commerciaux qui doivent normalement être soumis au droit commun (article L. 752-1 du Code de commerce) en sont dispensés s'ils se situent dans une zone régie par une ORT.

## Historique
Plusieurs pays disposent, dès avant 2018, de politiques publiques permettant des opérations de revitalisation du territoire. La Belgique dispose par exemple depuis les années 2000 d'une politique publique intitulée « opération de revitalisation urbaine ».
La politique d'opération de revitalisation du territoire est créée par la loi Élan, sous la présidence d'Emmanuel Macron. L'objectif est de redynamiser les centres-villes, durement touchés par la crise économique des années 2008 et suivantes. La Caisse des dépôts et consignations, en tant que partie prenante à ces ORT, participe aux débats parlementaires et aux amendements.
Au 4 février 2022, 480 conventions ORT ont été signées, dont 464 en France métropolitaine et 16 en départements ou régions d'outre-mer. La crise économique liée à la pandémie de Coronavirus réaffirme l'enjeu de la dynamisation des petits commerces, stimulant plus encore la signature de conventions d'ORT.